# جام باشگاه‌های تهران ۱۳۳۱
جام باشگاه‌های تهران ۱۳۳۱ که با نام مسابقات قهرمانی باشگاه‌های تهران ۱۳۳۱ نیز شناخته می‌شد یک دوره از مسابقات جام باشگاه‌های تهران بود که در سال ۱۳۳۱ و با حضور ۵ تیم تهرانی برگزار شد و با قهرمانی تیم تاج به پایان رسید.

## نحوه برگزاری
بازی‌ها به صورت دوره‌ای و از دی تا اسفند ۱۳۳۱ برگزار شد. ورزشگاه امجدیه میزبانی بازی‌ها را بر عهده داشت.

## قهرمان
تیم تاج به مقام قهرمانی دست یافت. این دومین قهرمانی تاج در این مسابقات بود.